# Kunle Martins
Kunle Martins é um artista americano. Nasceu em 1980 em Nova York, onde actualmente vive e trabalha.

## Exposições individuais
Martins apresentou What's Up Fam? em 56 HENRY no início de 2020, e Looking Like a Snack no Shoot the Lobster em Nova York no início de 2019.

## Exposições colectivas
Na primavera de 2019, Martins colaborou com o artista contemporâneo e parceiro Jack Pierson na exposição Pee Party em Jeffrey Stark, em Nova York.

## Vida pessoal
Martins é homossexual.